# Kościół św. Mikołaja w Mosinie
Kościół Świętego Mikołaja w Mosinie – rzymskokatolicki kościół parafialny w Mosinie, w powiecie poznańskim, w województwie wielkopolskim. Należy do dekanatu lubońskiego. Mieści się przy ulicy Kościuszki.

## Historia i wystrój wnętrza
Jest to murowana świątynia wybudowana w latach 1952–1954 na fundamentach wcześniejszej murowanej świątyni z 1905 roku, spalonej w 1945 roku przez Niemca. Kościół został konsekrowany w dniu 6 grudnia 2002 przez arcybiskupa Stanisława Gądeckiego. Budowla posiada nowoczesny wystrój wnętrza: polichromię Ewy Buczyńskiej i Walentego Gabrysiaka z witrażami Edmunda Hałasa. W prezbiterium są umieszczone obrazy czterech ewangelistów wykonane przez Jacka Strzeleckiego w 1998 roku i pochodząca z tego samego roku rzeźba Ducha Świętego wykonana przez Romana Czeskiego. U podstawy tabernakulum jest umieszczony rzeźbiony ołtarz wykonany przez tego samego autora.

## Turystyka
Kościół jest punktem startowym Drogi Dobroci – jednego z przyrodniczych szlaków pielgrzymkowo-turystycznych Rogalińskie Drogi, utworzonych z okazji 200-lecia kościoła pw. św. Marcelina w Rogalinie. Dla tego szlaku botaniczka, Halina Ratyńska, napisała broszurę przyrodniczą pt. „Co rośnie nad Wartą w okolicach Rogalina i Mosiny?”.